# 현대 알파엔진

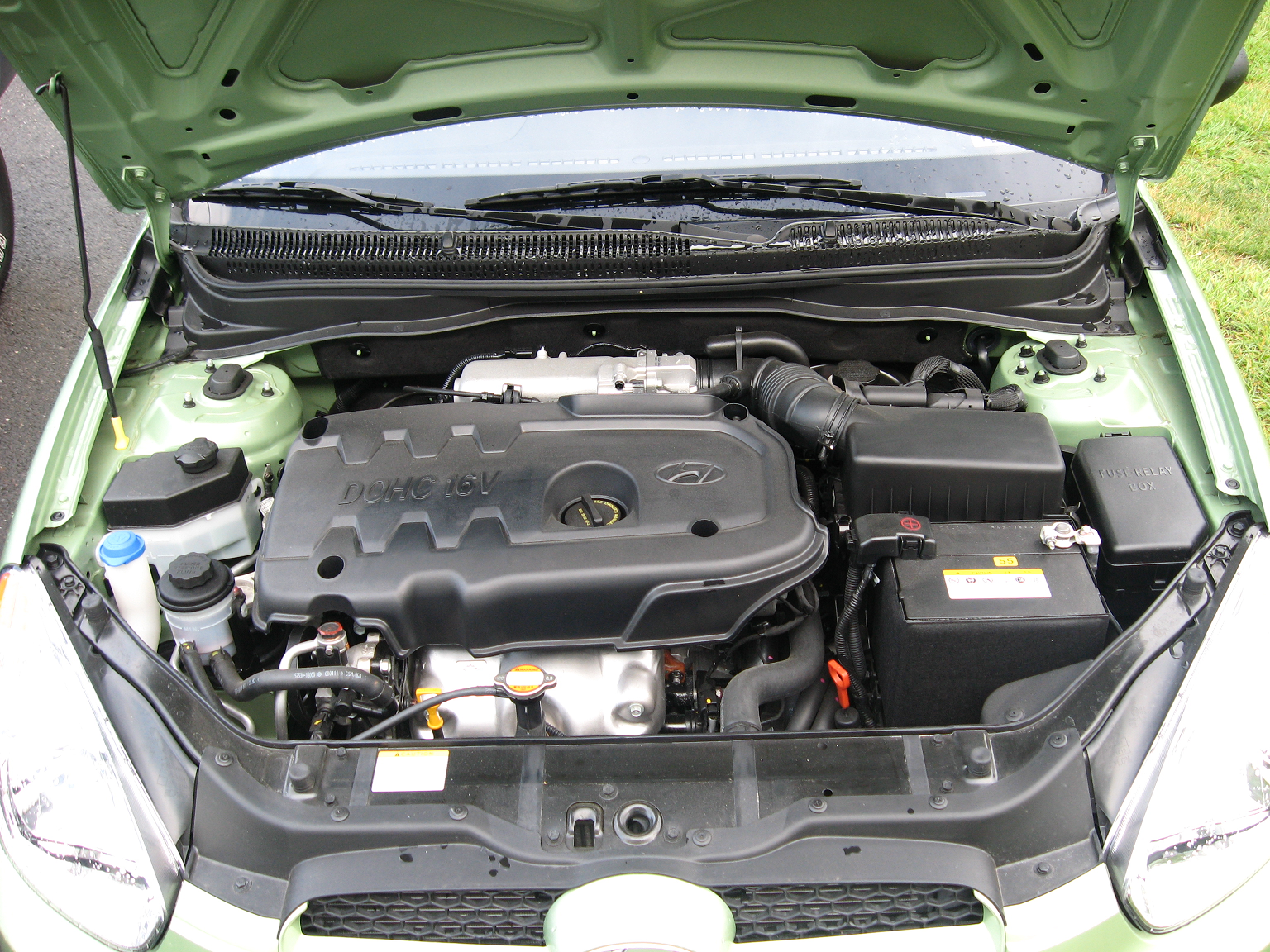
현대 베르나에 장착된 알파 2 엔진

현대 알파엔진은 현대자동차의 직렬 4기통 가솔린 엔진으로, 현대자동차의 첫 고유설계 엔진이다. 영국의 엔지니어링 전문 업체인 리카르도와 협력을 통해 개발되었다. 양산차에는 1991년부터 스쿠프에 처음 쓰이기 시작했다. 처음 등장한 것은 배기량 1.5리터 자연흡기 2, 배기 1개의 SOHC 3밸브 방식이다. 스쿠프에는 최초기형에 쓰인 오리온 엔진을 대체하여 92마력 자연흡기 및 129마력 터보차저 형식이 쓰였다.
1994년에 출시한 엑센트에는 출력을 낮추면서 연비를 높이는 등 개선을 거친 1.5리터 86마력 및 1.3리터 76마력 버전이 쓰였다. 이후 1995년에 출시된 아반떼에 자연흡기 2, 배기 2개의 DOHC 4밸브 방식 110마력 1.5리터 DOHC 엔진이 장착되었고, 1997년 엑센트 페이스리프트 모델에도 아반떼의 110마력 엔진 및 희박연소(린번)방식의 95마력 버전이 더해졌다.
2세대 아반떼의 페이스리프트를 통해 1.5리터 DOHC 엔진에 VVT가 장착된 사양으로 변경을 거쳤다.
2005년에 출시한 뉴 클릭에는 새 설계가 적용된 1.4리터 및 1.6리터 알파 엔진 2가 장착되었다.

## 1.3리터

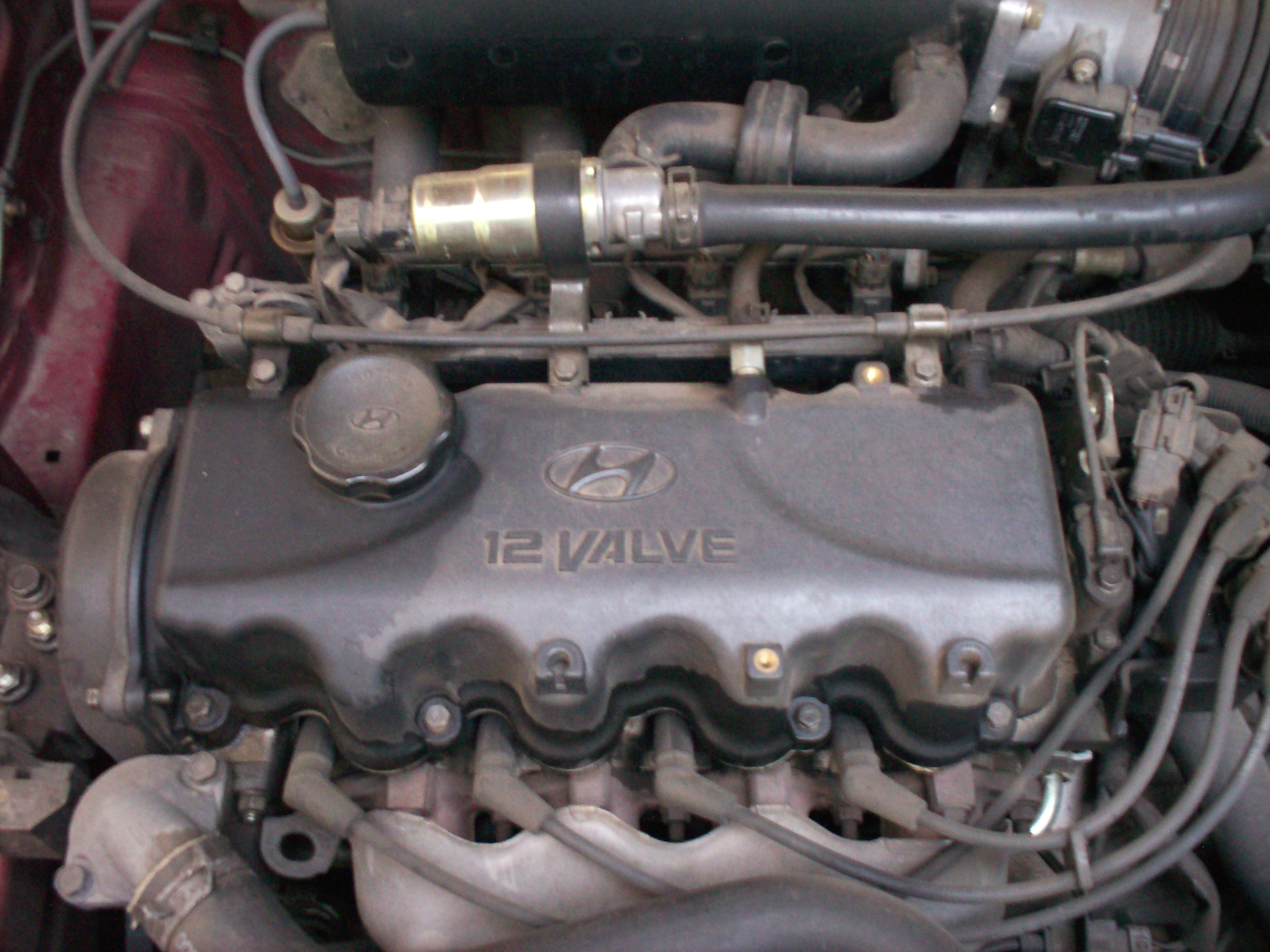
현대 알파엔진(전기형)

G4EH는 1.3리터 엔진이다. 1.3 CON 버전은 엔진 출력이 5,500RPM에서 71마력(53킬로와트)이고, SOHC 1.3 S 버전은 5,500RPM에서 83마력이다.
- 장착 차종
  - 현대 엑센트
  - 현대 베르나
  - 현대 클릭

## 1.5리터
G4EK는 1.5리터 엔진이다. SOHC 1.5 S는 좋은 평을 받기는 했지만, 엔진 출력은 5,500알피엠에서 92마력 정도였다. 유럽형의 경우 5,500알피엠에서 90마력의 엔진 출력을 가지고 있었다. 또 알파 2에 장착된 DOHC 엔진은 출력이 5,800알피엠에서 101마력이었다. 현대 아반떼에 장착된 1.5 DOHC 엔진은 최고출력 107마력이었으며, 최고속도는 수동미션 기준으로 182km/h를 기록했다. 1997년에는 엑센트까지 DOHC 엔진이 확대 장착되어 소형차의 DOHC 시대를 열었다.
터보 차저가 장착된 알파엔진도 1993년 선을 보였는데, 이 엔진은 5,500알피엠에서 115마력을 낼 수 있었다. 현대 스쿠프에 쓰인 알파 SOHC 3밸브 터보 엔진은 한국산 양산 휘발유 엔진 승용차에 처음 쓰인 N.A 엔진이다. 그다음으로 새롭게 선보인 엔진이 베르나에 쓰여졌는데 알파2엔진이다.
적용 차종은 다음과 같다.
- 현대 엑센트
- 현대 아반떼(1.5 DOHC)
- 현대 스쿠프(1991년 5월 연식 변경모델 이후)
- 현대 베르나
- 현대 뉴 클릭
- 현대 라비타

## 1.6리터
알파엔진 시리즈는 2005년 현대 뉴 베르나에까지 장착되어 있다. 76.5밀리미터 보어와 87밀리미터 스트로크의 G4ED 알파 2 엔진은 용적이 1.6리터(1,599씨씨)로 늘어났다. 10대1의 압축비를 가지는 이 엔진은 5,800알피엠에서 104마력을 낼 수 있다.
알파 2는 주철 엔진 블록과 실린더당 4개 밸브를 가진 알루미늄 DOHC 실린더 헤드를 가지고 있다. 또 다중 연료 분사(MFI) 방식과 단조강으로 되어 있는 커넥팅 로드를 채택하였다. 현대 알파엔진은 주로 대한민국 울산에서 생산되고 있다.
CVVT 알파 2는 2006년 뉴 베르나에 최초로 장착되었다. COP(Coil-On-Plut) 점화, 흑연코팅 피스톤과 새롭게 설계된 실린더 블록이 적용되어 출력이 더 증가되었다. 스로틀 바디 직경도 48밀리미터에서 52밀리미터로 늘어났다. 또 자동 변속기도 엔진과 통합되었고, PCM도 엔진 외부로 들어갔다.